# Richtlinie 67/548/EWG
Die Richtlinie 67/548/EWG war eine Richtlinie der Europäischen Wirtschaftsgemeinschaft zur Angleichung der Rechts- und Verwaltungsvorschriften für den Umgang mit gefährlichen Stoffen. Sie wurde am 27. Juni 1967 durch den Rat der EWG erlassen und insgesamt neunmal geändert (1. bis 9. Änderungsrichtlinie) sowie 31-mal angepasst (1. bis 31. Anpassungsrichtlinie), das letzte Mal 2009 durch die Richtlinie 2009/2/EG. Inzwischen wurde sie durch das Global harmonisierte System zur Einstufung und Kennzeichnung von Chemikalien (kurz GHS) abgelöst. Sie wurde am 1. Juni 2015 durch die Verordnung (EG) Nr. 1272/2008 (CLP) aufgehoben.

## Ziel der Richtlinie
In ihrem ersten Artikel formuliert die Richtlinie die Zielsetzung folgendermaßen:

„Ziele dieser Richtlinie ist die Angleichung der Rechts- und Verwaltungsvorschriften der Mitgliedstaaten für die Einstufung, Verpackung und Kennzeichnung der für Mensch oder Umwelt gefährlichen Stoffe, die in den Mitgliedstaaten in den Verkehr gebracht werden.“

## Kennzeichnungspflichten für Gefahrstoffe
Die Richtlinie umfasste unter anderem die Kennzeichnungspflicht für Chemikalien. Nach Artikel 1 ausgenommen waren von der Richtlinie unter anderem Arzneien, kosmetische Mittel, Lebensmittel, Futtermittel, Schädlingsbekämpfungsmittel und radioaktive Stoffe.
Die Richtlinie legte fest, dass
1. der Name des Stoffes,
2. der Name und Anschrift des Inverkehrbringers,
3. die festgelegten 10 Gefahrensymbole laut Anlage II[4] und
4. die R- und S-Sätze deutlich lesbar sein mussten.[3]

Die Gefahrensymbole mussten – je nach Fassmenge der Verpackung – unterschiedliche Größen haben. Die Anforderungen an die Lesbarkeit interpretierten später Gerichtsurteile als „Schriftgröße mindestens Zeitungsschrift“.
Dabei wurde nicht für jedes Gefahrensymbol eine Definition gegeben, sondern für jeden Stoff wurde in Anlage VI die Gefahrensymbole definiert, die zu verwenden waren. Allerdings wurden in Artikel 2, Absatz 2 Eigenschaften definiert, die Gefährliche Stoffe im Sinne der Verordnung ausmachen. Die Begrifflichkeiten fallen teilweise mit den Symbolen überein, allerdings waren in Art. 2, Abs. 2 weitere Eigenschaften definiert.
In der Verordnung wurden insgesamt rund 3800 Stoffe klassifiziert sowie mehrere hundert Kennzeichnungen für genau definierte Stellen in Erdölraffinerien.
| Leichtentzündlich   |
| Leicht- entzündlich |
| (F)                 |

| Giftig | Umweltgefährlich   |
| Giftig | Umwelt- gefährlich |
| (T)    | (N)                |

| Brandfördernd   | Gesundheitsschädlich   |
| Brand- fördernd | Gesundheits- schädlich |
| (O)             | (Xn)                   |

| Ätzend | Umweltgefährlich   |
| Ätzend | Umwelt- gefährlich |
| (C)    | (N)                |

## Weitere Inhalte der Richtlinie
In Art. 22 definiert die Richtlinie Anforderungen an die Verpackung.
In Art. 26 verbietet die Richtlinie Werbung für gefährliche Stoffe ohne Angabe der Gefahrenkategorie.

## Nationale Umsetzung
Die Vorgaben wurden von Deutschland in der Gefahrstoffverordnung umgesetzt.